# 大命 (テレビドラマ)
『大命』（たいめい）は、1981年に韓国放送公社 (KBS) で放送された韓国の大河ドラマ。

## 概要
1981年1月5日から12月28日まで毎週月曜日の夜に放送された。1636年から1637年にかけて起きた清国による朝鮮侵略である丙子（へいし）の乱とその後の状況に対応する朝鮮の人物を描く。孝宗（鳳林大君）役をキム・フンギ、仁宣王后（孝宗の妃）役をウォン・ミギョン、崔鳴吉役をキム・ソンウォン、林慶業役をペク・イルソプ、仁祖役をキム・ドンフン、昭顕世子役をペク・ユンシクが演じた。他にイム・ドンジン、ソヌ・ウンスク、ソ・スンヒ、サ・ミジャ、イ・ギョンジン、クォン・ギソンが出演した。作品はイ・チョルヒャンが脚本を書き、コ・ソンウォンが演出した。助演者のイ・ギョンジンとクォン・ギソンが1981年と1982年に第17回と第18回の百想芸術大賞で新人演技賞をそれぞれ受賞した。
KBSの大河ドラマの第1作とされる。ただし前年末まで同じく月曜日の夜にKBSで放送されていた『土地』が、すでに韓国最初の大河ドラマとして言及されていた。
放送資料保存の不備により、1回、49回、最終回の3回分のみが残っていた。2023年5月、民間から寄贈された26回を含む4回分の残存映像がユーチューブに公開されている。

## 登場人物

### 朝鮮の国王
仁祖演 - キム・ドンフン
李氏朝鮮の第16代国王（在位：1623年 - 1649年）。
孝宗演 - キム・フンギ
主人公。李氏朝鮮の第17代国王（在位：1649年 - 1659年）。即位前は鳳林大君。
顕宗演 - ソ・ヨンジン
李氏朝鮮の第18代国王（在位：1659年 - 1674年）。

### 朝鮮の王后
仁烈王后演 - ソ・ウリム
仁祖の最初の正室。
荘烈王后演 - カン・スヨン、チョ・ウンドク
仁祖の継妃。
仁宣王后演 - ウォン・ミギョン
孝宗（鳳林大君）の妃。

### 朝鮮の世子、世子嬪、大君
昭顕世子演 - ペク・ユンシク
仁祖の長男。孝宗（鳳林大君）の兄。
愍懐嬪姜氏演 - イ・ムンヒ
昭顕世子の正妃。姜嬪。
麟坪大君演 - チェ・ウソン
仁祖の三男。昭顕世子と孝宗の弟。

### 朝鮮の妃の母
ポクチョン府夫人演 - ユン・ユソン

### 朝鮮の文官、武官、その周辺人物
崔鳴吉演 - キム・ソンウォン
文官、儒者。清に降服する現実的な対応を主張した。
金瑬演 - イ・チウ
文官。王の側近。
林慶業演 - ペク・イルソプ
武官。反清を貫く。
金尚憲演 - イム・ドンジン
文官、儒者。反清を主張。
鄭忠信演 - ナム・ソンウ
洪翼漢演 - チョン・ウン
李浣演 - ムン・オジャン
呉達済演 - ナム・イルウ
尹集演 - チャン・ヨン
元斗杓演 - チュ・ヒョン
文官。
金自點演 - キム・ソンチョル
李時白演 - キム・ソンギョン
張維演 - キム・ジンヘ
金慶徵演 - ファン・ボムシク
宋時烈演 - アン・ヒョンシク
政治家、儒者。清に対する北伐を主張した。
ピョン・ヤンソン演 - キム・シウォン
軍官。
南以雄演 - イ・スンジェ
朴𥶇（朴ノ）演 - ユン・ドギョン
洪瑞鳳演 - ヤン・ヨンジュン
鄭雷卿演 - ムン・チャンギル
朴培元演 - パン・ムンソプ
趙壤演 - パク・ヨンシク
申晉翼演 - ソン・ヒナム
軍官演 - コ・クァンウ
張士敏演 - チャン・スングク
カン演 - カン・ミンホ
軍官。
コン・マガク演 - チェ・ジョンフン
金演 - イ・ジョンマン
内官。
独歩演 - イ・ソンウン
僧。
ハ・ジュンウォル演 - サ・ミジャ
オクファ演 - イ・ギョンジン
クムニョ演 - ソヌ・ウンスク
メファン演 - ソ・スンヒ（ソ・ミギョン）、ハ・ミヘ
朴演 - パク・ヒョンジョン
尚宮。
チャムパンの奥様演 - ナム・ユンジョン
ソンファ演 - キム・ミヨン
養和堂（ヤンファダン）演 - クォン・ギソン
仁祖の側室。
李景奭演 - イ・デロ
金堉演 - ソン・チャンシン

### 清の君主、指導者
ホンタイジ演 - キム・ユンヒョン
清の第2代皇帝。
ジルガラン演 - イム・ビョンギ
政治・軍事における指導者。
ドルゴン演 - ユ・ジョングン
竜骨大演 - イ・ヨン
オボイ演 - イ・シンジェ
馬夫大演 - ハ・デギョン
鄭命寿演 - イ・イルン

### 明の君主、文官
崇禎帝演 - ソ・ヨンジン
明の第17代（最後）の皇帝。
弘光帝演 - イ・グンヒ
南明の初代皇帝。

## 放送日程
| 放送回 | 放送日          | 題                     | 備考       |
| ------ | --------------- | ---------------------- | ---------- |
| 第1回  | 01981年01月05日 | 貊弓王子               | 映像現存   |
| 第2回  | 01月12日        | 巨星墜つ               |            |
| 第3回  | 01月19日        | 太鼓の音               |            |
| 第4回  | 01月26日        | 女たち                 |            |
| 第5回  | 2月02日         | 西北風                 |            |
| 第6回  | 2月09日         | 逢風は重ねて吹いて     |            |
| 第7回  | 2月16日         | （タイトル不明）       |            |
| 第8回  | 2月23日         | 血風前夜               |            |
| 第9回  | 3月02日         | 南漢山城               |            |
| 第10回 | 3月09日         | 殿下、どうするんですか |            |
| 第11回 | 3月16日         | 江華島                 |            |
| 第12回 | 3月23日         | 颶風                   |            |
| 第13回 | 3月30日         | 江華陥落               |            |
| 第14回 | 4月06日         | 大忠義                 |            |
| 第15回 | 4月13日         | （タイトル不明）       |            |
| 第16回 | 4月27日         | 千秋の恨み             | [ 注釈 1 ] |
| 第17回 | 5月04日         | 北風歳月               |            |
| 第18回 | 5月11日         | 怒りの山河             |            |
| 第19回 | 5月18日         | 立ち去る人々           |            |
| 第20回 | 5月25日         | 青石嶺の険しい峠       |            |
| 第21回 | 6月01日         | （タイトル不明）       |            |
| 第22回 | 6月08日         | この世の宿る魂         |            |
| 第23回 | 6月15日         | 思郷曲                 |            |
| 第24回 | 6月22日         | 日月刀                 |            |
| 第25回 | 6月29日         | 東はどこか             |            |
| 第26回 | 7月06日         | 一片丹心               | 映像現存   |
| 第27回 | 7月13日         | 脈搏                   |            |
| 第28回 | 7月20日         | さようなら、三角山よ   |            |
| 第29回 | 7月27日         | 深い谷の青い苔         |            |
| 第30回 | 8月03日         | 天と地                 |            |
| 第31回 | 8月10日         | 野風                   |            |
| 第32回 | 8月17日         | 私の江山、私の祖国     |            |
| 第33回 | 8月24日         | 万歳録                 |            |
| 第34回 | 8月31日         | 花の咲く音             |            |
| 第35回 | 9月07日         | 鋳鉄塔                 |            |
| 第36回 | 9月14日         | 落花                   |            |
| 第37回 | 9月21日         | 万歳門                 |            |
| 第38回 | 9月28日         | 王座                   |            |
| 第39回 | 10月05日        | 様の香り               |            |
| 第40回 | 10月12日        | 殿下                   |            |
| 第41回 | 10月19日        | 天下大将軍             |            |
| 第42回 | 10月26日        | 義順公主               |            |
| 第43回 | 11月02日        | 鉄槌                   |            |
| 第44回 | 11月09日        | 怒る炎                 |            |
| 第45回 | 11月16日        | 漢陽の朝               |            |
| 第46回 | 11月23日        | 黒龍江                 |            |
| 第47回 | 11月30日        | 貊弓王妃               |            |
| 第48回 | 12月07日        | 第二次羅禅征伐         |            |
| 第49回 | 12月14日        | ああ！ 北伐            | 映像現存   |
| 最終回 | 12月28日        | 孝宗大王               | 映像現存   |